# Râul Fetești
Râul Fetești este un curs de apă, afluent al râului Grigorești

## Hărți
- Harta județului Suceava